# Max DiLeo
Maximilian Lewis DiLeo (* 12. März 1993 in Philadelphia, Pennsylvania) ist ein US-amerikanisch-deutscher Basketballspieler. Nach dem Studium in seinem Geburtsland wurde DiLeo 2015 in Deutschland Berufsbasketballspieler, stand zunächst beim Zweitligisten Oettinger Rockets Gotha in der 2. Bundesliga ProA unter Vertrag. Zwei Jahre zuvor hatte sein älterer Bruder T. J. DiLeo seine professionelle Karriere ebenfalls in der zweithöchsten deutschen Spielklasse begonnen.

## Karriere
Max DiLeo ist der Sohn von Tony DiLeo, ehemals sehr erfolgreich als Basketballtrainer in Deutschland und früherer Manager sowie kurzzeitiger Trainer des NBA-Klubs Philadelphia 76ers, und Anna Aszalos, einer gebürtig aus Rumänien stammenden, ehemals sehr erfolgreichen Basketballspielern bei DJK Agon 08 Düsseldorf. DiLeos Familie war zu Beginn der 1990er Jahre in der Heimat seines Vaters, wo dieser zunächst als Scout der Philadelphia 76ers eine Tätigkeit übernahm, in South Jersey sesshaft geworden, dem Süden New Jerseys. Nach dem Besuch der „High school“ in Cinnaminson begann Max 2011 im Unterschied zu seinem älteren Bruder T. J., der einen Studienplatz in Max’ Geburtsstadt Philadelphia an der Temple University bekommen hatte, ein Studium an der Monmouth University im gleichnamigen County, der bereits zum New York Metropolitan Area gezählt wird. Während T. J. DiLeo bei den Temple Owls, die als Teil der Philadelphia Big Five zu den traditionsreichen Mannschaften der NCAA Division I zählen, spielen durfte und bald auch Einladungen zu Auswahlmannschaften des DBB bekam, musste sich Max nach Empfehlung von Larry Brown als Spieler ohne Sport-Stipendium bei den Monmouth Hawks erst einen Kaderplatz erkämpfen. Die Mannschaft der Monmouth University spielte damals zunächst noch in der Northeast Conference der NCAA. Nach zwei Jahren wechselten die Hawks 2013 in die Metro Atlantic Athletic Conference (MAAC), in der sich die Mannschaft jedoch weiter nicht für eine weiterführende Runde der NCAA qualifizierte.
Nach dem Ende seines Studiums 2015 bekam DiLeo einen Profivertrag bei den Oettinger Rockets aus Gotha in der zweithöchsten deutschen Spielklasse ProA, in der bereits sein älterer Bruder zwei Jahre zuvor seine professionelle Karriere begonnen hatte. Dieser hatte jedoch mit den Gießen 46ers in der ProA-Spielzeit 2014/15 die Meisterschaft und den Aufstieg in die höchste Spielklasse erreicht. Im Frühjahr 2017 zog Max DiLeo (fast) mit seinem Bruder gleich, indem er mit Gotha ProA-Vizemeister wurde, womit der Verein den Sprung in die Bundesliga schaffte.
DiLeo machte den Gang mit den Thüringern in die Bundesliga aber nicht mit, sondern blieb in der ProA, indem er zur Saison 2017/18 zu den RheinStars Köln wechselte. In 32 ProA-Spielen verbuchte er im Kölner Hemd im Schnitt 5,9 Punkte sowie 2,8 Rebounds und 2,1 Korbvorlagen. Die Kölner zogen sich nach dem Ende der Saison 2017/18 aus der ProA zurück, DiLeo wechselte zum Bundesliga-Aufsteiger SC Rasta Vechta. Mit den Niedersachsen sorgte er 2018/19 als Liganeuling für Aufsehen, als man bis ins Halbfinale vorstieß. DiLeo stand bei 35 seiner 39 Saisoneinsätzen in der Anfangsaufstellung und erzielte im Schnitt 5,2 Punkte pro Partie.
Im Sommer 2020 wechselte DiLeo wie Trainer Pedro Calles von Vechta zum Bundesliga-Konkurrenten Hamburg Towers. Im Februar 2021 bestritt DiLeo sein erstes Länderspiel für die deutsche A-Nationalmannschaft. Wie Calles verließ DiLeo Hamburg am Ende der Saison 2021/22 und wechselte innerhalb der Bundesliga zu den EWE Baskets Oldenburg. In Oldenburg wurde er wie zuvor in Hamburg Mannschaftskapitän.